# 张驷祥
张驷祥（英語：Stephen Szu Shiang Chang, 1918年8月15日—1996年12月16日）是一位美国华人化学家和食品科学家。

## 生平
1918年出生于北京，祖籍江苏镇江。1941年获得上海国立暨南大学学士学位，1947年赴美留学，1949年获得堪萨斯州立大学硕士学位，1952获得伊利诺伊大学厄巴纳-香槟分校博士学位。之后进入罗格斯大学任职，1977年升任系主任。1988年退休后担任食品行业领域咨询师。

## 荣誉
- 1952年被选为美国油脂化学家协会会士。
- 1970年被选为美国油脂化学家协会会长。